# Кызыл-Кошчу
Кызыл-Кошчу (кирг. Кызыл-Кошчу) — село в Кара-Сууском районе Ошской области Кыргызстана. Входит в состав Жоошского айылного аймака.

## География
Село расположено в северо-западной части области, на берегу арыка Таукент, на расстоянии приблизительно 6 километров (по прямой) к юго-востоку от города Кара-Суу, административного центра района. Абсолютная высота — 889 метров над уровнем моря.

## Население
Согласно оценочным данным Национального статистического комитета Кыргызской Республики, численность населения села на начало 2023 года составляла 2985 человек.
| год     | 2009 | 2014 | 2015 | 2020 | 2021 | 2023 |
| ------- | ---- | ---- | ---- | ---- | ---- | ---- |
| человек | 1957 | 2388 | 2291 | 2916 | 2965 | 2985 |